# Thamniopsis incurva
Thamniopsis incurva är en bladmossart som beskrevs av William Russell Buck 1987. Thamniopsis incurva ingår i släktet Thamniopsis och familjen Hookeriaceae. Inga underarter finns listade i Catalogue of Life.